# Biblioteca Nacional de la Dieta del Japó

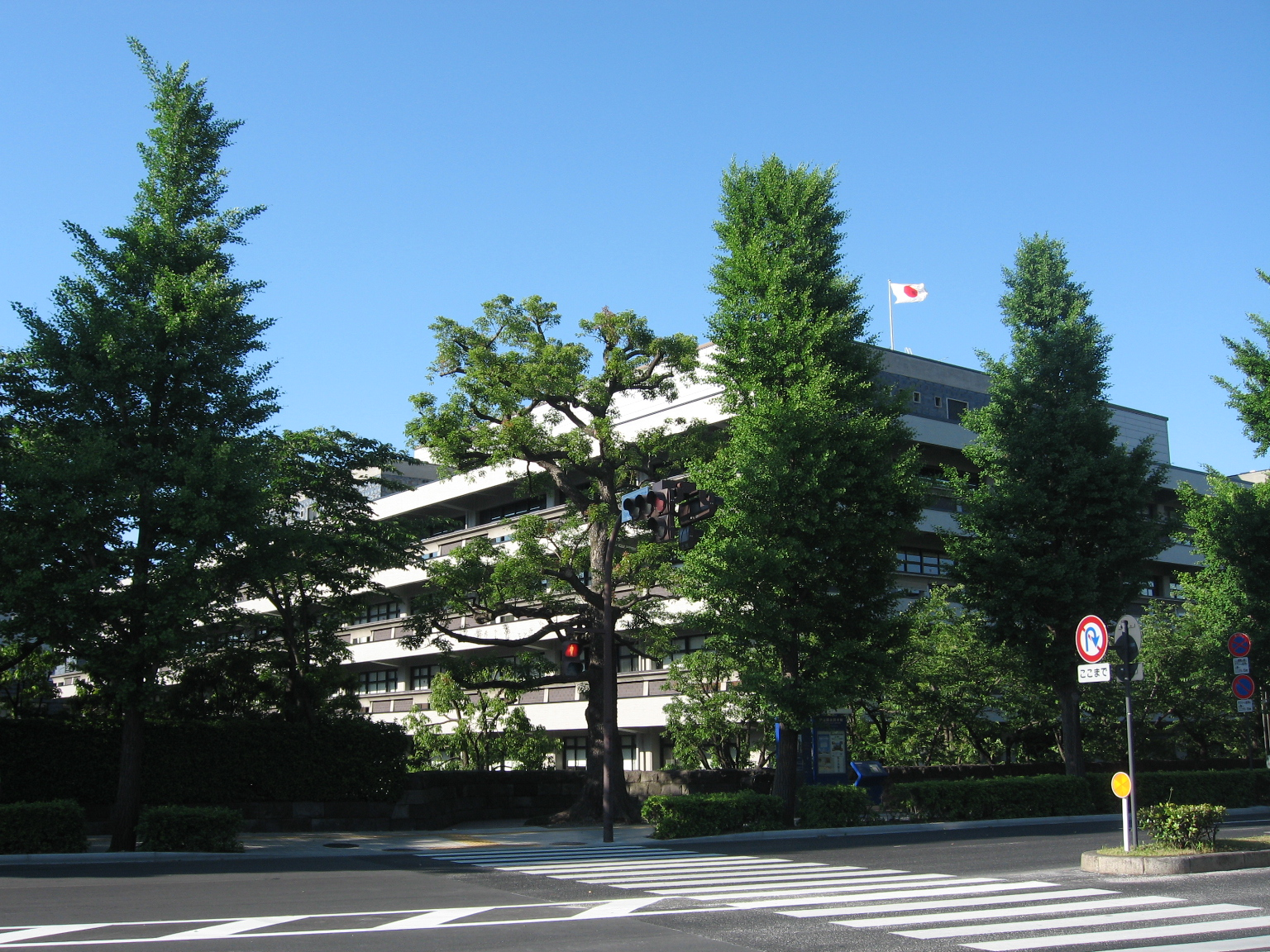
Edifici de la Biblioteca Nacional de la Dieta del Japó, a Tòquio.

La Biblioteca Nacional de la Dieta (国立国会図書館, Kokuritsu Kokkai Toshokan en japonès) es va establir el 1948 per tal d'ajudar els membres de la Dieta del Japó en la seva tasca d'administració pública. Aquesta biblioteca és l'única nacional de tot el Japó i el seu propòsit és similar a la Biblioteca del Congrés dels Estats Units: ser una biblioteca nacional i ser un servei de suport parlamentari. Compta amb dues instal·lacions principals, les de Tòquio i de Kioto, a més d'altres sucursals petites repartides en diferents ciutats del país.

## Història
La Biblioteca Nacional de la Dieta és la successora de tres biblioteques separades: la biblioteca de la Cambra dels Pars, la biblioteca de la Cambra de Representants, totes dues establertes amb la creació de la Dieta Imperial del Japó el 1890; i la Biblioteca Imperial, que s'havia establert el 1872 sota la jurisdicció del Ministeri d'Educació.
El poder de la Dieta al Japó d'abans de la guerra era limitat, i la seva necessitat d'informació era "corresponentment petita". Les biblioteques originals de la Dieta "mai van desenvolupar ni les col·leccions ni els serveis que poguessin haver-los convertit en complements vitals d'una activitat legislativa genuïnament responsable". Fins a la derrota del Japó, a més, l'executiu havia controlat tots els documents polítics, privant el poble i la Dieta de l'accés a la informació vital.
Les forces d'ocupació dels EUA sota el general Douglas MacArthur van considerar que la reforma del sistema de biblioteques de la Dieta era una part important de la democratització del Japó després de la seva derrota a la Segona Guerra Mundial.
El 1946, cada casa de la Dieta va formar el seu propi Comitè Permanent de la Biblioteca de la Dieta Nacional. Hani Gorō, un historiador marxista que havia estat empresonat durant la guerra per crims de pensament i que havia estat elegit a la Cambra dels Consellers (el successor de l'abolida Casa dels Pars) després de la guerra, va encapçalar els esforços de reforma. Hani va imaginar el nou organisme com "el mitjà per realitzar una "revolució pacífica". Els oficials d'Ocupació responsables de supervisar les reformes de la biblioteca van informar que, tot i que l'Ocupació va ser un catalitzador del canvi, la iniciativa local va existir prèviament a l'Ocupació, i les reformes reeixides es van deure a japonesos com Hani.
La Biblioteca Nacional de la Dieta es va obrir el juny de 1948 a l'actual Palau d'Akasaka amb una col·lecció inicial de 100.000 volums. El primer bibliotecari de la Diet Library va ser el polític Tokujirō Kanamori. El filòsof Masakazu Nakai va ser el primer vicebibliotecari. El 1949, la NDL es va fusionar amb la Biblioteca Nacional (anteriorment anomenada Biblioteca Imperial) i es va convertir en l'única biblioteca nacional del Japó. En aquest moment, la col·lecció va guanyar un milió de volums addicionals que abans es trobaven a l'antiga Biblioteca Nacional d’Ueno.
El 1961, la NDL es va obrir a la seva ubicació actual a Nagatachō, al costat de la Dieta Nacional. El 1986, es va completar l'annex de la NDL per acollir un total combinat de 12 milions de llibres i publicacions periòdiques. La Biblioteca Nacional de la Dieta del Japó (la biblioteca de Kansai), que es va obrir l'octubre de 2002 a la Ciutat de la Ciència de Kansai (ciutat de Seika, comtat de Sōraku, prefectura de Kyoto), té una col·lecció de 6 milions d'articles. El maig de 2002, la NDL va obrir una nova sucursal, la Biblioteca Internacional de Literatura Infantil, a l'antic edifici de la Biblioteca Imperial d'Ueno. Aquesta branca conté uns 400.000 articles de literatura infantil d'arreu del món.
Tot i que el mandat original de la NDL era ser una biblioteca de recerca per a la Dieta Nacional, el públic en general és el major consumidor dels serveis de la biblioteca. L'any fiscal que va finalitzar el març del 2004, per exemple, la biblioteca va informar de més de 250.000 consultes de referència; en canvi, només va registrar 32.000 peticions d'investigació de la Dieta Nacional.
En resposta a la Pandèmia de COVID-19, la NDL va suspendre els serveis de biblioteques al públic el 5 de març de 2020. L'NDL es va reobrir al públic l'11 de juny de 2020 amb un màxim de 200 visitants per dia basat en un sorteig d'estil de loteria, i els possibles visitants havien de registrar-se prèviament per tenir l'oportunitat de ser seleccionats.

## Col·lecció principal

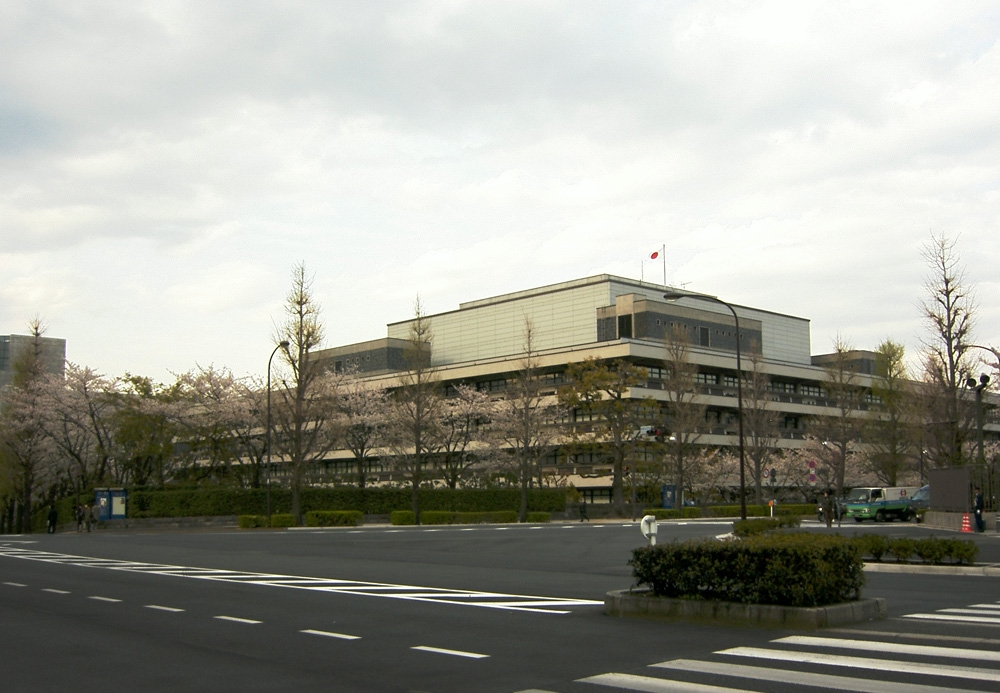
Biblioteca Nacional de la Dieta

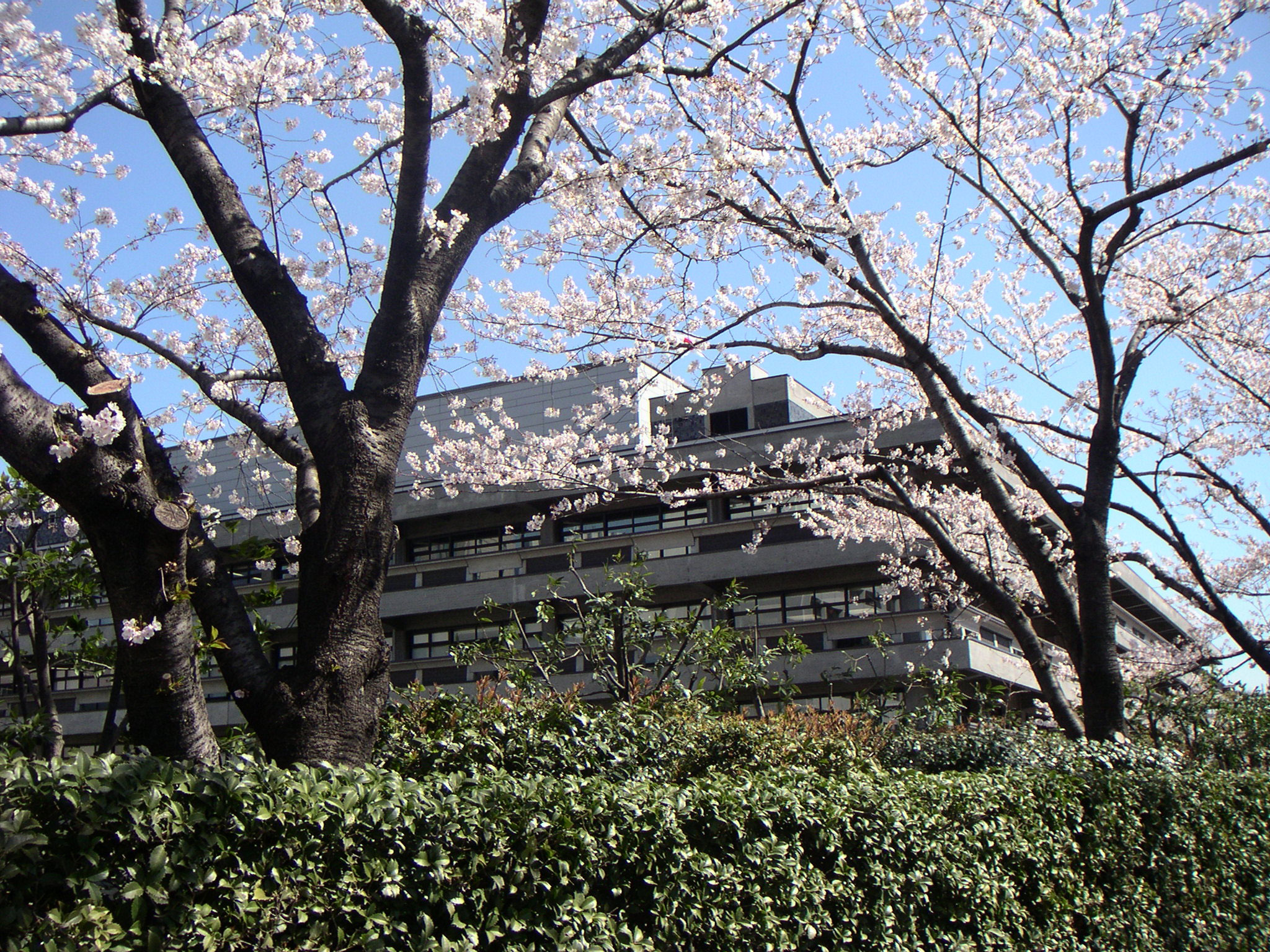
Edifici principal de Tòquio

Com a biblioteca nacional del Japó, la NDL recull còpies de totes les publicacions publicades al Japó. A més, com que la NDL serveix com a biblioteca de recerca per als membres de la Dieta, el seu personal i el públic en general, manté una àmplia col·lecció de materials publicats en llengües estrangeres sobre una àmplia gamma de temes.

## Col·leccions especials importants
La NDL també té vuit grans col·leccions especialitzades: Història política i constitucional moderna; Materials sobre l'ocupació de postGuerra del Japó; Lleis i Expedients Preliminars; Ciència i Tecnologia; Mapes; Música; Llibres estrangers sobre el Japó; i Llibres rars.

### Història política i constitucional moderna
La Col·lecció d'Història Política i Constitucional Moderna inclou uns 300.000 articles relacionats amb la modernització política i jurídica del Japó al segle xix, inclosos els arxius de documents originals d'importants estadistes japonesos de la segona meitat del segle xix i principis del segle XX com Itō Hirobumi, Iwakura Tomomi, Sanjō Sanetomi, Mutsu Munemitsu, Terauchi Masatake i altres figures influents dels períodes Meiji (1868–1912) i Taishō (1912–1926).

### Materials relatius a l'ocupació de la postGuerra del Japó
El NDL té una extensa col·lecció de microformes d'uns 30 milions de pàgines de documents relacionats amb l'ocupació del Japó després de la Segona Guerra Mundial. Aquesta col·lecció inclou els documents elaborats pel Quarter General (GHQ) i el Comandant Suprem de les Potències Aliades (SCAP), la Comissió de l'Extrem Orient (FEC) i l’Equip d'Enquesta de Bombardament Estratègic dels Estats Units. (Els originals d'aquests documents estan en poder dels Arxius Nacionals dels Estats Units.)

### Lleis i registres previs
La Col·lecció de lleis i registres preliminars consta d'uns 170.000 documents japonesos i 200.000 en llengües estrangeres sobre procediments de la Dieta Nacional i les legislatures d'uns 70 països estrangers, i els diaris oficials, estatuts, dictàmens judicials i tractats internacionals relatius a uns 150 estrangers. països.

### Ciència i Tecnologia
L'NDL manté una col·lecció d'uns 530.000 llibres i quaderns i 2 milions de títols en microformes relacionats amb les ciències. Aquests materials inclouen, entre d'altres, tesis doctorals estrangeres en ciències, actes i informes de societats acadèmiques, catàlegs de normes tècniques, etc.

### Mapes
L'NDL té una col·lecció d'aproximadament 440.000 mapes del Japó i d'altres països, inclosos els mapes i cartes topogràfics, geològics i hidrològics que es remunten a l'inici del període Meiji (1868–1912) i mapes topogràfics de països estrangers.

### Música
L'NDL recull tots els enregistraments fonogràfics fets al Japó i actualment té una col·lecció que inclou 300.000 discos de vinil i 200.000 discs compactes.

### Llibres estrangers sobre Japó
Seguint la tradició establerta per la Biblioteca Imperial, la NDL recull materials en llengües estrangeres sobre el Japó, inclosos documents rars i antics, com ara informes de missioners europeus que van visitar el Japó al segle XVI.

### Llibres rars i materials antics
La NDL acull la col·lecció de materials en japonès de l'antiga Biblioteca Imperial del Període Edo (1603–1867) i períodes anteriors. Els principals catàlegs d'aquesta col·lecció inclouen: (1) uns 6.000 documents relacionats amb el shogunat Tokugawa (1603–1867), com ara els registres dels magistrats de la ciutat, el Tribunal Suprem del shogunal i el Jisha-bugyō (Comissaris de Santuaris i Temples), així com documents relatius a la successió dels shōguns; (2) l’Itō Bunko i el Shirai Bunko, que consta de 8.000 llibres manuscrits i impresos en xilografia que daten dels períodes Edo i Meiji i sobre la medicina japonesa; i (3) el Shinjo Bunko, que consta d'11.000 exemples d'escrits premoderns sobre astronomia i calendaris, a més d'obres xineses antigues sobre la dinastia Qing, la genealogia i la història local.

## Edificis de la Biblioteca Nacional de la Dieta

### El Kansai-Kan
Kansai-kan (Biblioteca de Kansai), que es va obrir a la prefectura de Kyoto el 2002, és la segona instal·lació de la NDL.
La NDL ha transferit les següents col·leccions al Kansai-kan: la majoria de publicacions periòdiques occidentals; llibres i altres materials en llengües asiàtiques no japoneses; determinats materials científics i tecnològics (informes tècnics, articles de societats acadèmiques estrangeres, catàlegs de normes tècniques japoneses i estrangeres, tesis doctorals estrangeres i actes de conferències en llengües occidentals); informes de recerca científica elaborats amb subvencions del Ministeri d'Educació, Cultura, Esports, Ciència i Tecnologia; tesis doctorals japoneses; i llibres en cinta.

## Recursos en línia de la National Diet Library
La Biblioteca Nacional de la Dieta ha compilat en els últims anys un lloc web detallat tant en japonès com en anglès. Les seves bases de dades en línia consisteixen en el catàleg d'accés públic en línia de la National Diet Library (NDL-OPAC), les col·leccions digitals de la National Diet Library i les Minuts of the Imperial Diet and National Diet.

### Catàleg d'accés públic en línia de la National Diet Library (NDL-OPAC)
L'NDL proporciona un catàleg d'accés públic en línia (OPAC), mitjançant el qual els usuaris poden cercar la col·lecció sencera de l'NDL des de qualsevol part del món en anglès o japonès. Mitjançant l'OPAC per identificar les fonts i els números de catàleg, els usuaris estrangers poden obtenir determinats materials de la NDL mitjançant el préstec interbibliotecari. A més, la NDL ofereix un servei de reproducció de pagament per als estudiosos que resideixen a l'estranger. A partir de juny de 2017 està previst que NDL-OPAC finalitzi a finals de desembre de 2017 i es posaran en marxa nous serveis en línia.

### Col·leccions digitals de la Biblioteca Nacional de la Dieta
NDL Digital Collections distribueix diversos materials en línia, com ara llibres rars, materials audiovisuals i els materials els drets d'autor dels quals han caducat.
Els continguts que consisteixen en la biblioteca digital de l'era Meiji i la base de dades d'imatges de llibres rars (que s'esmentarà més endavant) ja estan disponibles a les col·leccions digitals de NDL. L'any 2014, NDL Digitalized Contents va passar a denominar-se NDL Digital Collections.

### Biblioteca digital de l'era Meiji
Una de les característiques més importants del lloc web de la NDL és la Biblioteca digital de l'era Meiji (近代デジタルライブラリー, Kindai dejitaru raiburarii, lit. Recent Age Digital Library) Biblioteca digital d'edats recents).
La Biblioteca Digital és el descendent digital del microfilm Maruzen Meiji, producte d'un projecte ambiciós de microfilmar tota la col·lecció de llibres de l'època Meiji de la NDL, una col·lecció d'uns 60.000 volums. La biblioteca digital conté imatges reals d'aquestes obres, que es divideixen en deu categories principals basades en la Classificació Decimal de Nippon (NDC): (0) general (総記, sōki); (1) philosophy (哲学, tetsugaku); (2) history (歴史, rekishi); (3) social sciences (社会科学, shakai kagaku); (4) natural sciences (自然科学, shizen kagaku); (5) engineering and manufacturing (工学・工業, kōgaku/kōgyō); (6) industry (産業, sangyō); (7) arts and athletics (芸術・体育, geijutsu/taiiku); (8) language (語学, gogaku); i (9) literature (文学, bungaku). Les imatges no estan codificades, per la qual cosa no es poden fer cerques de text; no obstant això, es poden fer cerques en japonès pel títol, l'autor, l'editor, el tema i la taula de continguts de les obres a la base de dades. Les publicacions periòdiques del període Meiji no s'inclouen en aquesta col·lecció. La biblioteca digital de l'era Meiji es va fusionar amb NDL Digital Collections el 2015.

### Base de dades d'imatges de llibres rars
El lloc web de la NDL també conté la Base de dades d'imatges de llibres rars (貴重書画像データベース, kichōsho gazō dētabēsu) una col·lecció d'imatges digitals de 37.000 llibres il·lustrats publicats abans del període Edo. En aquesta base de dades es poden fer cerques en japonès per títol, autor i número de trucada. La base de dades d'imatges de llibres rars es va integrar a NDL Digitalized Contents (ara NDL Digital Collections) el 2012.

### Actes de la Dieta Imperial i la Dieta Nacional
L'NDL proporciona una base de dades de les actes tant de la Dieta Imperial com de la Dieta Nacional, l'única de la base de dades en línia de la NDL que es pot cercar a text complet. Cada minut des de la creació de la Dieta Nacional el maig de 1947 fins a l'actualitat es poden cercar en línia. Actualment, només hi ha minuts de les dues últimes sessions (91a i 92a) de la Dieta Imperial (de novembre de 1946 a maig de 1947).

## Normes
A més dels seus serveis bibliotecaris, l'organització també participa en activitats normalitzades en àmbits relacionats amb els estàndards bibliogràfics i de cerca i recuperació. Les àrees de treball inclouen, National Diet Library Dublin Core Metadata Description (DC-NDL), i National Diet Library Linked Open Data (NDL LOD).